# Jacy Jayne
Taylor Grado (Tampa, 2 de junho de 1996) é uma lutadora profissional americana. Ela trabalha atualmente para a WWE, onde se apresenta na marca NXT sob o nome de ringue Jacy Jayne e é a atual campeã feminina do NXT em seu primeiro reinado. Ela também faz aparições na promoção parceira da WWE, a Total Nonstop Action Wrestling (TNA), desde 2025, onde é a atual campeã mundial das Knockouts da TNA em seu primeiro reinado. No NXT, ela é a líder do grupo Fatal Influence e foi duas vezes campeã de duplas femininas da NXT — igualando o recorde — ao lado de Gigi Dolin como parte do Toxic Attraction.
Antes de ingressar na WWE, Grado começou sua carreira com o nome Avery Taylor e se apresentou para a World Xtreme Wrestling, Shine Wrestling, Evolve e Full Impact Pro.

## Carreira na luta livre profissional

### Início de carreira (2018–2020)
Grado começou sua carreira treinando na World Wrestling Academy em New Port Richey, Flórida. Após 4 meses de treinamento, ela já começou a trabalhar em shows. Sob o nome de ringue Avery Taylor, Grado fez sua estreia no wrestling em torno de 30 de maio de 2018 na American Combat Wrestling (ACW). Ela seguiu estabelecendo uma carreira nas promoções de wrestling da Flórida, incluindo ACW, Shine Wrestling, Evolve e Full Impact Pro. Grado se tornou campeã três vezes, incluindo dois reinados como campeã feminina na American Combat Wrestling e um reinado como campeã feminina na World Xtreme Wrestling.

### WWE (2020–presente)

#### Toxic Attraction (2020–2023)
Grado fez sua estreia na televisão no episódio do NXT em 23 de setembro de 2020, onde competiu em uma battle royal para determinar a desafiante número um, vencida por Candice LeRae. Foi relatado em 24 de fevereiro de 2021 que Grado havia assinado com a WWE. Ela fez sua estreia sob o novo nome Jacy Jayne no episódio do NXT em 20 de julho, em uma luta que perdeu para Franky Monet.
No episódio de estreia do NXT 2.0 em 14 de setembro, Jayne e Gigi Dolin enfrentaram Kayden Carter e Kacy Catanzaro em uma luta de duplas, que terminou sem resultado após a interferência de Mandy Rose. Durante essa aparição, ela estreou um novo visual com cabelo escuro. Em seguida, elas lutaram contra Carter, Catanzaro e Sarray em uma luta de trios, na qual Rose, Dolin e Jayne saíram vitoriosas. Jayne rapidamente se juntou ao grupo feminino Toxic Attraction, liderado por Mandy Rose em 2021, estabelecendo-se como uma vilã no processo. No episódio de 28 de setembro do NXT 2.0, Dolin e Jayne lutaram sua primeira luta oficial em uma disputa pelo Campeonato de Duplas Femininas do NXT, que foi vencida por Io Shirai e Zoey Stark. No NXT: Halloween Havoc, Dolin e Jayne derrotaram Shirai, Stark, Indi Hartwell e Persia Pirotta em uma luta de escadas chamada Scareway to Hell, conquistando assim o primeiro título para ambas na empresa. No episódio de 16 de novembro do NXT 2.0, Jayne se juntou a Gigi Dolin, Mandy Rose e Dakota Kai em uma luta WarGames no NXT WarGames contra a Team Raquel (Raquel González, Kay Lee Ray, Cora Jade e Io Shirai). No evento, Toxic Attraction e Kai foram derrotadas pela Team Raquel.
No NXT: Vengeance Day, Dolin e Jayne defenderam seu Campeonato de Duplas Femininas do NXT contra Indi Hartwell e Persia Pirotta. Na abertura do NXT Stand & Deliver, elas perderam o título para Kai e González após a interferência de Wendy Choo, encerrando seu reinado após 158 dias. Três dias depois, elas recuperaram os títulos com a distração de Rose. No NXT: The Great American Bash, em 5 de julho de 2022, Dolin e Jayne perderam o Campeonato de Duplas Femininas do NXT para Roxanne Perez e Cora Jade. Após os títulos ficarem vagos, Dolin e Jayne participaram de uma luta fatal four-way de eliminação no episódio de 2 de agosto do NXT 2.0, enfrentando Ivy Nile e Tatum Paxley, Yulisa Leon e Valentina Feroz, e Kacy Catanzaro e Kayden Carter. Dolin e Jayne chegaram à fase final do combate, mas acabaram perdendo para Katana e Kayden.
No episódio do SmackDown em 19 de agosto, Jayne fez sua estreia no plantel principal ao lado de Dolin como participantes do Torneio pelo Campeonato de Duplas Femininas da WWE. Elas venceram a primeira luta, mas foram forçadas a sair do torneio devido a uma lesão sofrida por Dolin. Dolin e Jayne retornaram ao SmackDown em uma luta que perderam contra as novas campeãs de duplas femininas, Aliyah e Raquel Rodriguez. Em 14 de dezembro, Rose foi liberada pela WWE, transformando o Toxic Attraction em uma dupla. No NXT: New Year's Evil em 10 de janeiro de 2023, Dolin e Jayne foram declaradas co-vencedoras de uma battle royal de 20 mulheres após se eliminarem simultaneamente, garantindo uma luta pelo Campeonato Feminino do NXT contra Roxanne Perez em uma triple threat no NXT Vengeance Day, onde Perez conseguiu manter seu título. Na edição de 7 de fevereiro de 2023 do NXT, durante um segmento de Ding Dong, Hello! apresentado por Bayley, Jayne virou-se contra Dolin, encerrando o Toxic Attraction. Jayne enfrentou Dolin no NXT: Roadblock em 7 de março, com Dolin vencendo a luta. As ex-melhores amigas se enfrentaram novamente em 2 de maio, onde Jayne conseguiu vencer Dolin. A rivalidade delas terminou no episódio de 30 de maio do NXT, onde Dolin derrotou Jayne em uma luta Weaponized Steel Cage.

#### Chase University (2023–2024)
No episódio do NXT em 15 de agosto, Jayne derrotou Thea Hail, da Chase University, após Hail ser distraída por seus companheiros de grupo, Andre Chase e Duke Hudson. Nos bastidores, após a luta, Jayne elogiou Hail e se tornou sua mentora, virando face pela primeira vez desde 2021, e eventualmente se juntando à Chase University. Na Noite 2 do NXT: Halloween Havoc, Hail e Jayne não conseguiram conquistar o Campeonato de Duplas Femininas da WWE de Chelsea Green e Piper Niven, após Chase se recusar a permitir que Jayne usasse o cinturão contra Green. Em dezembro de 2023, a Chase University começou uma história onde foi revelado que a universidade estava em sérias dívidas após Chase apostar todos os fundos. No episódio do NXT em 30 de janeiro de 2024, Jayne anunciou que criou o calendário "2024 Ladies of Chase U", que seria lançado no NXT Vengeance Day, e que as vendas projetadas salvariam a Chase University. Chase agradeceu a Jayne e a aceitou oficialmente na equipe. Ao mesmo tempo, Jayne assumiu uma nova protegida, Jazmyn Nyx, que a ajudava a vencer lutas de maneira desonesta, algo que Hail se recusou a fazer. Na edição do NXT de 12 de março, após Hail e Fallon Henley perderem uma luta de duplas, Hail, emocionada, repudiou sua amizade com Jayne, declarando que estava voltando a ser a "antiga Thea Hail".
Na semana seguinte do NXT, Jayne (com Nyx) virou-se contra a Chase University e custou a Riley Osborne a luta pela Copa Heritage do NXT contra Drew Gulak do No Quarter Catch Crew, tornando ambas vilãs no processo. Em 2 de abril, uma luta de trios foi oficializada para o NXT Stand & Deliver, com Jayne, Kiana James e Izzi Dame enfrentando Thea Hail, Fallon Henley e Kelani Jordan, onde o time de Jayne perdeu. Jayne então revelou a verdade sobre a dívida de jogo da Chase U. Na luta de Hail pelo Campeonato Feminino do NXT contra Tiffany Stratton em 2023, Andre Chase fez uma aposta ilegal de que Hail ganharia o título. No entanto, ele priorizou o bem-estar de Hail e jogou a toalha, resultando na perda da aposta. No episódio de 16 de abril do NXT, Jayne e Nyx ajudaram Tatum Paxley a derrotar Hail. Uma luta entre Jayne e Hail foi então oficializada para a segunda semana do Spring Breakin' em 30 de abril, onde Jayne perdeu, encerrando a rivalidade. Ela sofreu uma fratura nasal legítima durante a luta e teve que passar por cirurgia. Jayne retornou no episódio do NXT em 4 de junho usando uma máscara facial para proteger o nariz quebrado. Na semana seguinte, o campeão indiscutível da WWE, Cody Rhodes, presenteou Jayne com sua máscara "desfigurada", que ela começou a usar sobre sua própria máscara.

#### Fatal Influence e Campeã Feminina do NXT (2024–presente)
Nessa época, Jayne e Nyx estavam formando um novo grupo, começando no episódio do NXT em 9 de julho, quando ambas se uniram a Fallon Henley, que estava insatisfeita com os novatos recebendo mais oportunidades no NXT (com Nyx recebendo uma exceção por parte de Jayne e Henley, apesar de ser novata). Elas acabaram se chamando de Fatal Influence. O trio se juntou pela primeira vez na primeira semana do NXT: The Great American Bash em 30 de julho, onde derrotaram Karmen Petrovic, Lola Vice e Sol Ruca em uma luta de trios. A partir de setembro, o Fatal Influence passou a focar no Campeonato Norte-Americano Feminino do NXT, que estava com Kelani Jordan. No NXT Halloween Havoc, em 27 de outubro, Jordan enfrentou Fatal Influence em uma luta gauntlet pelo Campeonato Norte-Americano Feminino do NXT. Nyx e Jayne foram a primeira e a segunda participantes da luta, respectivamente, e ajudaram Henley a derrotar Jordan e conquistar o título. Fatal Influence logo começou uma rivalidade com Tatum Paxley, Shotzi e a ex-parceira de duplas e amiga de Jayne, Gigi Dolin, com as duas equipes se enfrentando no NXT: New Year's Evil em uma luta de trios, com Fatal Influence saindo derrotada.
Nos meses seguintes, começaram a surgir sinais de dissensão dentro do Fatal Influence, especialmente entre Jayne e Henley. No episódio de 27 de maio do NXT, Jayne derrotou Stephanie Vaquer para conquistar o Campeonato Feminino do NXT. Jayne fez sua primeira defesa bem-sucedida do título no episódio de 10 de junho do NXT, contra Lainey Reid.

### Total Nonstop Action Wrestling (2025)
No episódio do dia 20 de março de 2025 do Impact!, Grado, como Jacy Jayne, fez sua estreia surpresa na Total Nonstop Action Wrestling (TNA) ao atacar a campeã mundial das Knockouts da TNA, Masha Slamovich, por trás. Na semana seguinte, no Impact!, Jayne fez sua estreia nos ringues da TNA, enfrentando Slamovich em uma luta em que saiu derrotada. No Slammiversary, em 20 de julho, Jayne derrotou Slamovich em uma luta Winner Takes All para manter seu Campeonato Feminino do NXT e também conquistar o Campeonato Mundial das Knockouts da TNA, se tornando campeã dupla e a primeira lutadora a manter campeonatos simultaneamente na WWE e na TNA.

## Outras mídias
Jayne fez sua estreia em videogames como uma personagem jogável no WWE 2K23 e, posteriormente, apareceu no WWE 2K24 e WWE 2K25.

## Títulos e prêmios
- American Combat Wrestling
  - ACW Women's Championship (2 vezes)[44]
  - ACW Women's Title #1 Contendership Tournament (2018)[45]
- Pro Wrestling Illustrated
  - PWI a colocou na #49ª posição das 150 melhores lutadoras individuais no PWI Women's 150 em 2022[46]
  - PWI a colocou na 14ª posição das 100 melhores duplas no PWI Tag Team 100 em 2022 – com Toxic Attraction[47]
- Total Nonstop Action Wrestling
  - Campeonato Mundial das Knockouts da TNA (1 vez, atual)
- World Xtreme Wrestling
  - WXW Women's Championship (1 vez)[48]
- WWE
  - Campeonato Feminino do NXT (1 vez, atual)[49]
  - Campeonato de Duplas Femininas do NXT (2 vezes) – com Gigi Dolin[50][51]